# Norvinisterone
Norvinisterone, được bán dưới tên thương hiệu Neoprogestin và Nor- Proestelea, là một loại thuốc proestin và androgen/đồng hóa (AAS) đã được sử dụng ở châu Âu nhưng hiện không còn được bán trên thị trường. Nó được dùng bằng đường miệng.
Norvinisterone là một progestin, hoặc một tổng hợp progestogen, và do đó là một chất chủ vận của thụ thể progesterone, các mục tiêu sinh học của progestogen như progesterone. Nó có hoạt động androgenic.
Norvinisterone được tổng hợp vào năm 1953. Nó không còn có sẵn.

## Sử dụng trong y tế
Norvinisterone đã được sử dụng trong ngừa thai nội tiết tố để tránh thai.

## Dược lý

### Dược lực học
Norvinisterone là một progestogen. Nó dường như khá androgenic, với khoảng một phần ba và một phần năm hoạt động của androgenic và đồng hóa, tương ứng của nandrolone trong sinh học động vật.

## Hóa học
Norvinisterone, còn được gọi là 17α-vinyl-19-nortestosterone hoặc 17α-vinylestr-4-en-17β-ol-3-one, là một steroid estrane tổng hợp và dẫn xuất của testosterone và 19-nortestosterone. Các chất tương tự của norvinisterone bao gồm proestin norgesterone và AAS vinyltestosterone.

## Lịch sử
Norvinisterone được tổng hợp vào năm 1953  và được nghiên cứu ở người vào năm 1960.

## Xã hội và văn hoá

### Tên gốc
Norvinisterone là tên chung của thuốc và INN của nó. Nó còn được gọi là vinylnortestosterone và được biết đến với tên mã phát triển SC-4641.

### Tên biệt dược
Norvinisterone đã được bán trên thị trường dưới tên biệt dược Neoprogestin và Nor-Proestelea bởi Syntex.

### Tính khả dụng
Norgesterone không còn được bán trên thị trường và do đó không còn có sẵn ở bất kỳ quốc gia nào.